# Aeroporto Internacional de Kunming Wujiaba

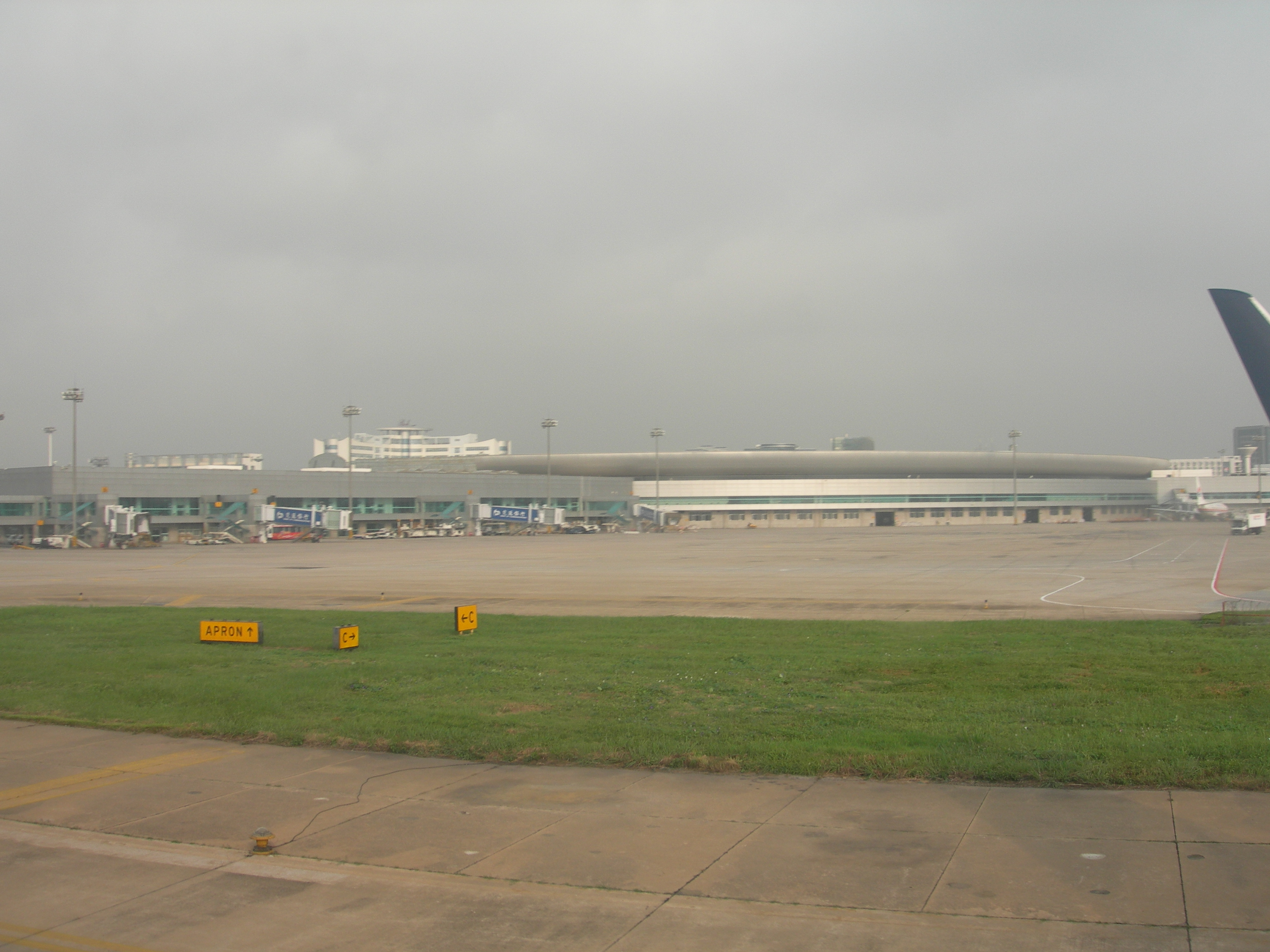
Aeroporto Internacional de Kunming Wujiaba

O Aeroporto Internacional de Kunming Wujiaba (昆明巫家坝国际机场) é um aeroporto localizado em Kunming, Iunã, República Popular da China. O aeroporto fica 4 km a sudeste da região metropolitana Kunming.  Construído originalmente em 1923, o aeroporto sofreu várias reformas para ter uma infraestrutura moderna.
Hoje, o Aeroporto de Kunming se tornou um portão para a China para muitos países do Sudeste asiático. Em 2009, o aeroporto teve um fluxo de 18.944.716 passageiros, fazendo dele o 7º aeroporto na China continental. É, também, o 7º da China em movimento de cargas e o 8º em movimento de aeronaves.

## Novo Aeroporto de Kunming
Como há pouco espaço para expansão dentro do aeroporto, o novo terminal aeroportuário, o qual deverá ser nomeado como  Aeroporto Internacional Zheng He de Kumming está atualmente sendo construído a aproximadamente 21 km a sudoeste da cidade. . O plano completo de construção está dividido em três fases, com o projeto inteiro planejando a construção de quatro pistas de pousos e decolagens e 108 pistas locais, e deve ser completado em 2020, com o término do terminal inicial previsto para 2010 ou 2011. Ao ficar pronto, será o quarto maior do país(após Pequim, Shanghai-Pudong e Guangzhou).

## Companhias Aéreas e Destinos
Os seguintes destinos são servidos a partir de Kunming (em fevereiro de 2010):
Voos para Hong Kong e Taiwan são considerados internacionais.
| Companhias                 | Destinos |
| -------------------------- | --- |
| Air China                  | Beijing-Capital, Changsha, Chengdu, Chongqing, Dehong/Mangshi, Guiyang, Hangzhou, Jinghong/Xishuangbanna, Shanghai-Hongqiao, Shenzhen, Tianjin, Wenzhou, Xiamen, Yangon |
| China Eastern Airlines     | Bangkok-Suvanrabhumi, Baoshan, Beijing-Capital, Changsha, Chengdu, Chongqing, Dali, Dehong/Mangshi, Dhaka, Diqing, Dubai, Fuzhou, Guangzhou, Guilin, Guiyang, Haikou, Hangzhou, Hong Kong, Jinan, Jinghong/Xishuangbanna, Kangding, Kathmandu, Kolkata, Lijiang, Lincang, Luzhou, Mandalay, Nanchang, Nanjing, Nanning, Ningbo, Qingdao, Sanya, Seoul-Incheon, Shanghai-Hongqiao, Shanghai-Pudong, Shenzhen, Simao, Singapore, Taipei-Taoyuan, Tengchong, Vientiane, Wenshan, Wuhan, Xi'an, Xiamen, Zhanjiang, Zhaotong, Zhengzhou |
| China Southern Airlines    | Baoshan, Beijing-Capital, Changsha, Chongqing, Dali, Guangzhou, Guilin, Guiyang, Haikou, Hangzhou, Hohhot, Jinghong/Xishuangbanna, Lijiang, Nanning, Shanghai-Pudong, Shenzhen, Xuzhou, Yuncheng, Zhengzhou |
| China West Air             | Chongqing, Jinghong/Xishuangbanna |
| Deer Jet                   | Hangzhou, Lijiang |
| Dragonair                  | Hong Kong |
| Hainan Airlines            | Beijing-Capital, Haikou, Xi'an |
| Hong Kong Airlines         | Hong Kong |
| Juneyao Airlines           | Shanghai-Hongqiao |
| Korean Air                 | Seoul-Incheon |
| Kunming Airlines           | Harbin, Jinan, Jinghong/Xishuangbanna, Lijiang, Nanning, Shenzhen, Shijiazhuang |
| Lao Airlines               | Vientiane |
| Lucky Air                  | Baoshan, Chengdu, Chongqing, Dali, Dehong/Mangshi, Diqing, Hefei, Jinan, Jinghong/Xishuangbanna, Lijiang, Nanjing, Ningbo, Sanya, Simao, Taiyuan, Wenzhou, Wuhan, Xi'an, Zhengzhou |
| Malaysia Airlines          | Kuala Lumpur |
| Okay Airways               | Changsha, Hefei |
| Shandong Airlines          | Chongqing, Jinan, Nanjing |
| Shanghai Airlines          | Jinghong/Xishuangbanna, Lijiang, Shanghai-Hongqiao, Wuhan |
| Shenzhen Airlines          | Changsha, Chengdu, Guangzhou, Guiyang, Hefei, Jinghong/Xishuangbanna, Lijiang, Nanning, Shenzhen, Wuhan, Zhengzhou |
| Sichuan Airlines           | Chengdu, Chongqing, Guiyang, Wanxian |
| SilkAir                    | Singapore |
| Spring Airlines            | Nanchang |
| Thai Airways International | Bangkok-Suvarnabhumi |
| TransAsia Airways          | Kaohsiung |
| Uni Air                    | Taipei-Taoyuan |
| United Eagle Airlines      | Chengdu, Wuhan |
| Vietnam Airlines           | Hanoi |
| Xiamen Airlines            | Fuzhou, Liuzhou, Nanchang, Wuhan, Xiamen |

## História
O aeroporto é um dos mais velhos da China, com uma história que pode ser traçada há mais de 100 anos, no início de 1900, quando o Aeroporto de Wujiaba foi construído sob a supervisão do ministro da guerra local, General Tang Jiyao.
Durante a Segunda Guerra Mundial, o aeroporto foi expandido para acomodar as operações dos famosos "Tigres Voadores", o 1º Grupo Voluntário Americano (AVG) da Força Aérea Chinesa, liderado pelo Tentente da Força Aérea Americana - e posteriormente General - Claire Lee Chennault em 1941 e 1942.  Após a entrada formal dos Estados Unidos na guerra em 1942, o Aeroporto de Wujiaba foi o quartel-general de numerosas unidades da Força Aérea do Exército dos Estados Unidos da América, incluindo os quartéis-generais da Décima Quarta e Décima Forças.
O Comando de Transporte Aéreo da USAAF estabeleceu uma maior infraestrutura de transportes no aeroporto, o qual passou a conectar os voos para o oeste, como para o Aeródromo de Chabua, Índia, com outras rotas dentro da China: Aeroporto Internacional de Chongqing Jiangbei (Chunking), Base Aérea de Chenstu, e Aeroporto de Banmaw (Bhamo, Burma).  Após o fim da guerra,em 1945, uma rota de 2.224 km  para leste, com a Base Aérea de Clark, nas Filipinas, foi estabelecida.  A rota para Clark AB estabeleceu um transporte global completo para a ATC.
Devido à rápida expansão da área metropolitana e à falta de terras disponíveis, o crescimento do Aeroporto Internacional de Kunming Wujiaba deve enfrentar alguns problemas em um futuro próximo. O governo local e a autoridade do aeroporto decidiram mover todas as operações para um novo sítio aeroportuário, o qual está sendo planejado, em cinco anos.Kunming to build China's 4th-largest Airport - GoKunming